# João Bosco
João Bosco (Ponte Nova, 1946. július 13. –) brazil énekes, zeneszerző és gitáros.
Az olasz származású Bosco mérnökként dolgozott, majd Rio de Janeiróba költözve vált ismert zenésszé.